# 阿卜杜勒拉赫曼·阿卜杜
阿卜杜勒拉赫曼·阿卜杜，全名阿卜杜勒拉赫曼·默罕默德·阿卜杜·M·侯赛因（阿拉伯语：‎，拉丁转写：‎，1972年10月1日—），也被译为阿卜杜勒拉赫曼·默罕默德·侯赛因，卡塔尔足球裁判，2012年度亚足联精英裁判之一。阿卜杜是卡塔爾星級足球聯賽裁判，也是亚洲冠军联赛、亚足联挑战杯、2007年亚洲杯足球赛、2011年亚洲杯足球赛、世界杯预选赛亚洲区等国际比赛的主裁判。